# Universidad Nacional de Educación (UNAE)
La Universidad Nacional de Educación (UNAE) es una universidad pública ubicada en la parroquia Javier Loyola (Chuquipata) Azogues, Cañar, Ecuador. Junto a la Universidad de Investigación de Tecnología Experimental Yachay, la Universidad Regional Amazónica Ikiam y la Universidad de las Artes, son las 4 universidades públicas que se crearon para el desarrollo y el cambio de la matriz productiva del Ecuador.[actualizar]
Al iniciar sus actividades,  se realizó el proceso de nivelación del primer grupo de 19 estudiantes provenientes de diversas provincias del país. El proceso de nivelación dio inicio el 31 de marzo y concluyó el 16 de agosto de 2014.[actualizar]

## Historia
La ley de creación fue aprobada por el pleno de la Asamblea Nacional el 26 de noviembre de 2013 con 114 votos, mientras que el 19 de diciembre del mismo año fue publicada en el Registro Oficial.

Las clases de nivelación iniciaron el 31 de marzo de 2014 con 19 jóvenes provenientes de diversas ciudades del país, mientras que la inauguración oficial se llevó a cabo el día 15 de abril del mismo año, en un evento especial con la presencia del Presidente de la República, varios de sus ministros y autoridades de la Provincia de Cañar. En el evento intervinieron el estudiante Blas Santos Soledispa, con el discurso de agradecimiento en nombre de sus compañeras y compañeros; el ministro de Educación y el Presidente.

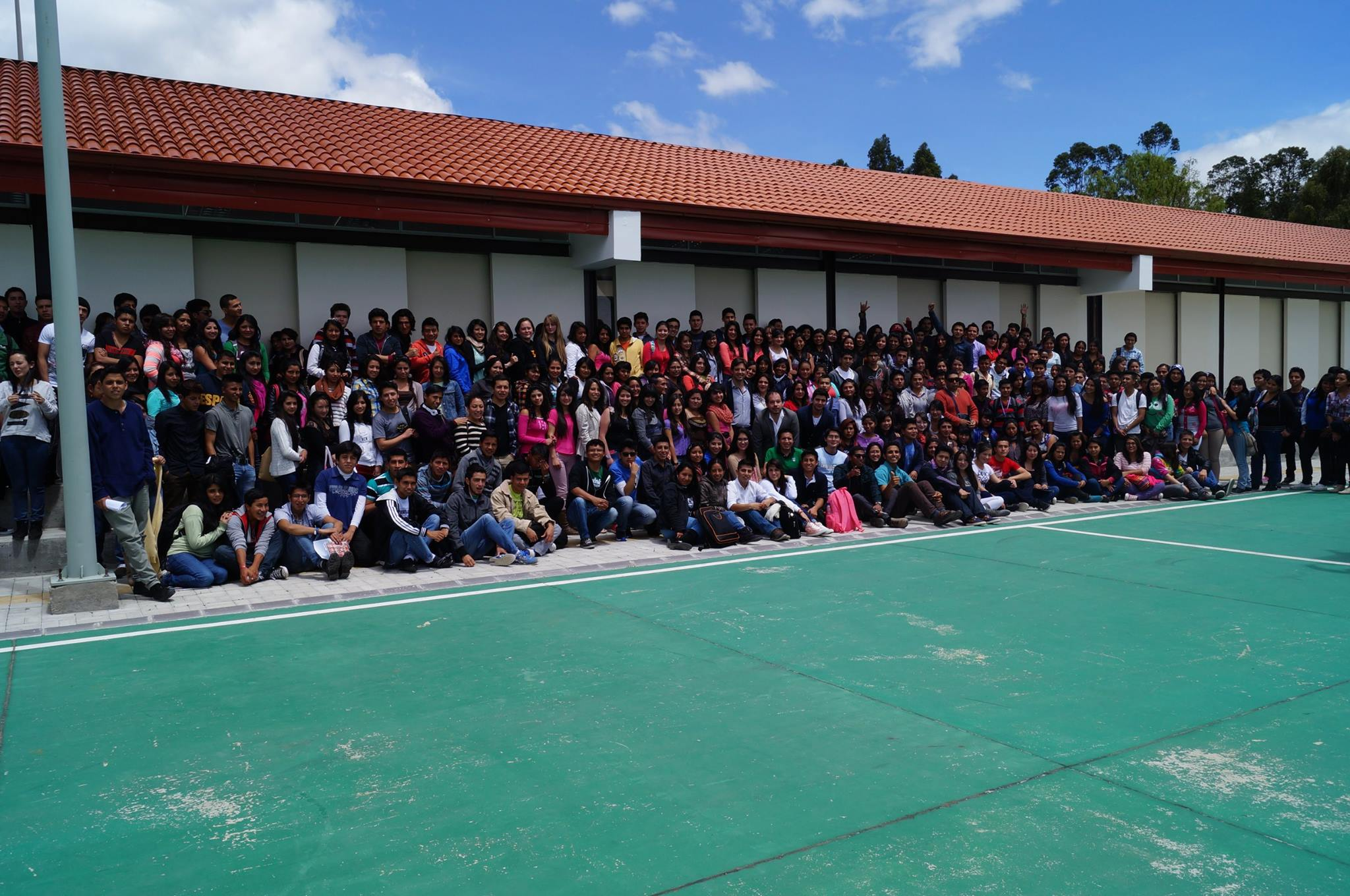
Los y las estudiantes del segundo período de nivelación de la UNAE junto al Exministro de Conocimiento y Talento Humano, Dr. Guillaume Long y exautoridades de la UNAE.

## Misión
La Universidad Nacional de Educación forma profesionales de la educación con compromiso ético, que transforman el Sistema Nacional de Educación mediante su sentir, pensar y actuar, caracterizados por el rigor científico, la investigación e innovación, la vinculación constante con instituciones socio educativas y la comunidad, a través de un enfoque territorial, intercultural e internacional, de ecología de saberes y de derechos, como aporte para la construcción de una sociedad inclusiva, justa, equitativa, libre y democrática, con responsabilidad social y ambiental.

## Visión
En 2025, la Universidad Nacional de Educación es una institución posicionada a nivel nacional y regional por la formación de profesionales de la educación que aportan de manera innovadora a la transformación del sistema educativo, la producción de investigaciones de impacto nacional e internacional y una activa vinculación con la sociedad.

## Modelo Pedagógico
El protagonista del modelo de formación es el aprendizaje. Los docentes son acompañantes que orientan, estimulan, provocan, ayudan y abren horizontes, a través de la tutoría personalizada.
Han  trasladado la docencia del campo de la explicación, al territorio de la tutorización, para que cada estudiante pueda entenderse a sí mismo y desarrollar su propio proyecto vital, su proyecto profesional y las competencias que necesita como docente del siglo XXI y de la era digital.

## Oferta Académica

### Pregrado
- Educación Básica
- Educación Inicial

- Educación Intercultural Bilingüe
- Educación Especial
- Educación en Ciencias Experimentales
- Pedagogía de las Artes y Humanidades
- Pedagogía de los Idiomas Nacionales y Extranjeros

### Modalidad en línea
- Educación Básica
- Educación Inicial
- Educación Inclusiva

### Educación Continua
Desarrolla procesos de capacitación, actualización y certificación de competencias laborales específicas, en concordancia con la misión y visión de la UNAE.

### Posgrado
- Doctorado en Educación
- Maestría en Tecnología e Innovación Educativa
- Maestría en Educación de Jóvenes y Adultos
- Maestría en Enseñanza de Inglés como Lengua Extranjera
- Maestría en Educación con Mención en Prácticas Educativas Interculturales
- Maestría en Pedagogía de las Artes y las Humanidades

## Centros de Apoyo
El CES aprobó la creación de Centros de Apoyo en la región costanera y la Amazonia cuyo objetivo es expandir el alcance de la institución hacia zonas periféricas y remotas.
La presencia de la UNAE en territorio aporta a la disminución de brechas de exclusión e inequidad, y a la consecución de los objetivos de la universidad en el marco del Buen Vivir, mediante la implementación de programas y proyectos educativos para fortalecer el desarrollo profesional de los docentes en diferentes zonas del país.
Los Centros de Apoyo de la UNAE, se inserta con el funcionamiento de los paralelos del Programa de Educación Continua en las comunidades más necesitadas, aportan al desarrollo de las capacidades creativas y culturales, con el fin de generar acciones encaminadas a vivir una cultura propia y enriquecida con las experiencias del propio territorio.
La universidad tiene presencia en territorio en las provincias de Manabí, Sucumbíos, Orellana, Morona Santiago, Zamora Chinchipe, Pastaza y Napo.